# Bratislava-Nové Mesto (nádraží)
Bratislava-Nové Mesto je z hlediska osobní dopravy druhá nejdůležitější železniční stanice v Bratislavě.

## Historie
Funguje již od roku 1962, avšak trať mezi Odborárskou, Martinským hřbitovem a stanicí Bratislava predmestie existuje již od roku 1954. Bratislava-Nové Mesto se užívá jako konečná stanice a též i jako odstavné kolejiště; takto slouží hlavně poslední dobou.[kdy?]
Poté, co byl otevřen hraniční přechod Bratislava-Petržalka – Kittsee, začaly přes stanici Bratislava-Nové Mesto jezdit také nákladní vlaky směřující z Rakouska na Slovensko, především na seřaďovací nádraží Bratislava východ. Problémy zde někdy způsobuje chybějící druhá kolej vedoucí na hlavnou stanici, neboť dopravce Železničná spoločnosť Slovensko vypravuje stále více vlaků právě na toto nádraží.
V období let 2001 až 2007 proběhla rekonstrukce celého nádraží, její součástí byla přestavba celé fasády budovy stanice, instalace elektronického informačního systému a v neposlední řadě i rekonstrukce nástupišť 2 a 3. V létě roku 2006 tu přibyl také i bankomat. Na jaře 2008 bylo rekonstruováno i nástupiště 1.